# مطار ناورو الدولي
مطار ناورو الدولي هو المطار الوحيد في جمهورية ناورو. يقع المطار في مقاطعة يارين بجانب العديد من المباني الحكومية الأخرى.

## خطوط الطيران والوجهات

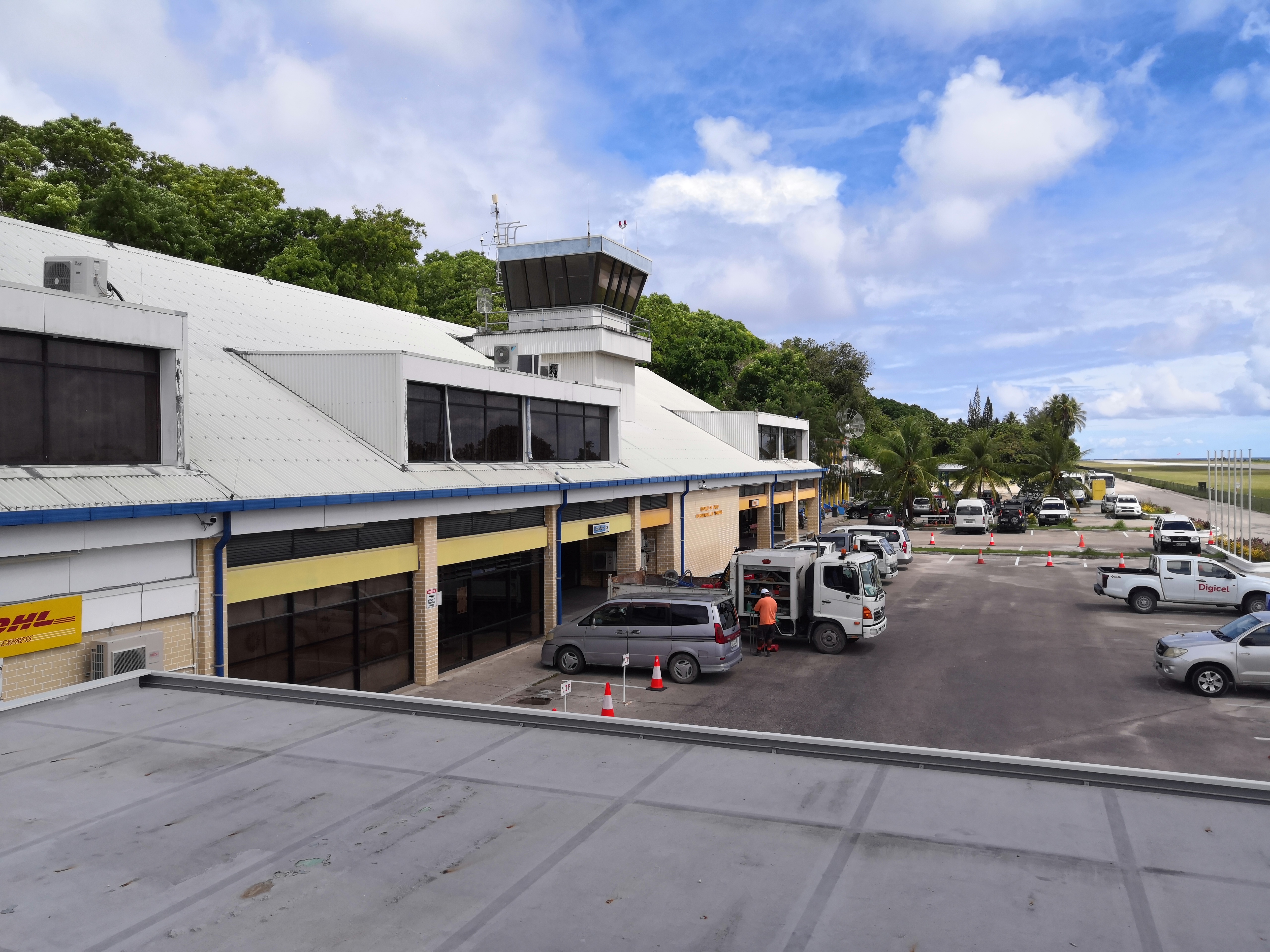
مبنى محطة الركاب في مطار ناورو الدولي

| شركـات طيـران     | الوجهات |
| ----------------- | --- |
| خطوط ناورو الجوية | مطار بريزبان، مطار هونيارا الدولي، مطار جزر مارشال الدولي، مطار نادي الدولي، مطار بونبي الدولي ‏، مطار بونريكي الدولي |

## وصلات خارجية
- Our Airline (formerly Air Nauru) نسخة محفوظة 17 مايو 2008 على موقع واي باك مشين.